# ONE Friday Fights 2
ONE Friday Fights 2: Sangamanee vs. Kulabdam 2 (también conocido como ONE Lumpinee 2) fue un evento de deportes de combate producido por ONE Championship el 27 de enero de 2023 en el Lumpinee Boxing Stadium en Bangkok, Tailandia.

## Historia
Una revancha de muay thai de peso gallo entre Sangmanee P.K.Saenchai y Kulabdam Sor.Jor.Piek-U-Thai encabezó el evento. El par se enfrentó en un torneo de muay thai de peso gallo en ONE: No Surrender 3 el 31 de julio de 2020, donde Kulabdam ganó por nocaut en el primer asalto.
Durante el pesaje, la pelea de muay thai de peso gallo entre Pongsiri P.K.Saenchai y Ferzan Cicek fue cambiada a un peso pactado de 152 libras dado que ninguno dio el límite de peso gallo; Thai-Ngan Le pesó 119 libras, 4 libras por encima del límite de peso átomo. La pelea procedió en un peso pactado con Le siendo multada on porcentaje de su bolsa, el cual fue hacia su oponente Marie Ruumet.

## Bonificaciones
Los siguientes peleadores recibieron bonos de $10.000.
- Actuación de la Noche: Yodlek Or. Pitisak